# GCLM
GCLM (англ. Glutamate-cysteine ligase modifier subunit) – білок, який кодується однойменним геном, розташованим у людей на короткому плечі 1-ї хромосоми.  Довжина поліпептидного ланцюга білка становить 274 амінокислот, а молекулярна маса — 30 727.
| 10         |  | 20         |  | 30         |  | 40         |  | 50         |
| ---------- |  | ---------- |  | ---------- |  | ---------- |  | ---------- |
| MGTDSRAAKA |  | LLARARTLHL |  | QTGNLLNWGR |  | LRKKCPSTHS |  | EELHDCIQKT |
| LNEWSSQINP |  | DLVREFPDVL |  | ECTVSHAVEK |  | INPDEREEMK |  | VSAKLFIVES |
| NSSSSTRSAV |  | DMACSVLGVA |  | QLDSVIIASP |  | PIEDGVNLSL |  | EHLQPYWEEL |
| ENLVQSKKIV |  | AIGTSDLDKT |  | QLEQLYQWAQ |  | VKPNSNQVNL |  | ASCCVMPPDL |
| TAFAKQFDIQ |  | LLTHNDPKEL |  | LSEASFQEAL |  | QESIPDIQAH |  | EWVPLWLLRY |
| SVIVKSRGII |  | KSKGYILQAK |  | RRGS       |  |            |  |            |

A: Аланін

C: Цистеїн

D: Аспарагінова кислота

E: Глутамінова кислота

F: Фенілаланін

G: Гліцин

H: Гістидин

I: Ізолейцин

K: Лізин

L: Лейцин

M: Метіонін

N: Аспарагін

P: Пролін

Q: Глутамін

R: Аргінін

S: Серин

T: Треонін

V: Валін

W: Триптофан

Задіяний у таких біологічних процесах як поліморфізм, ацетиляція. 